# Dorothy Jewson

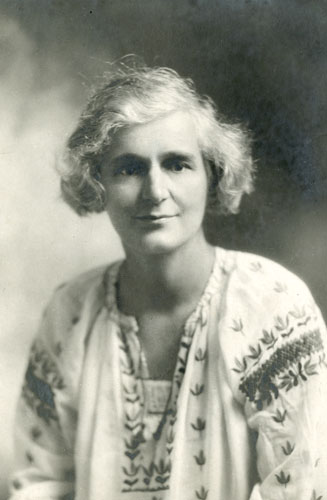
Dorothy Jewson, 1920er Jahre

Dorothea (Dorothy) Jewson (* 17. August 1884 in Norwich, Norfolk; † 29. Februar 1964 ebenda) war eine englisch-britische Lehrerin, Gewerkschafterin, Feministin, Politikerin und eine der ersten weiblichen Parlamentsabgeordneten der Labour Party.
Während ihres Studiums am Girton College in Cambridge trat sie sozialistischen Organisationen bei, darunter der Independent Labour Party, und setzte sich in Norwich für das Frauenwahlrecht ein. Sie wurde „Cheforganisatorin“ der Frauensektion der National Union of General Workers, bevor sie als Hausmädchen in einem Londoner Hotel arbeitete und die Arbeitsbedingungen dort untersuchte. 1923 wurde sie als eine der ersten Labour-Frauen für einen der beiden Sitze in Norwich zum Parlamentsmitglied gewählt. Nachdem sie zunächst eine Kontroverse ausgelöst hatte, weil sie im Parlament keinen Hut trug, hielt sie ihre erste Rede, in der sie sich für die Herabsetzung des Wahlalters für Frauen von 30 auf 21 Jahre, das der Männer, einsetzte. Sie war auch Mitglied von Ausschüssen, die sich mit Rechtshilfe und Adoption befassten. Bei den Parlamentswahlen von 1924 verlor sie ihren Sitz. Danach wurde sie Präsidentin der Women's Birth Control Group und anschließend Ratsmitglied im Stadtrat von Norwich, wo sie für den Bau vieler Parks in Norwich sorgte.

## Leben
Dorothea Jewson wurde als eines von zwei Kindern des Alderman George Jewson und seine Frau Mary Jane Jewson geboren. Die Familie von George Jewson hatte ein Unternehmen mit mehreren Sägemühlen. Jewson & Son, das später zu einer bekannten Baumarktkette wurde. Jewson besuchte die Norwich High School for Girls, bevor sie auf das Cheltenham Ladies' College ging und schließlich 1907 den klassischen Tripos am Girton College in Cambridge abschloss. Während ihres Studiums trat sie der Fabian Society und der Independent Labour Party, zwei sozialistischen Organisationen, bei.
Nach Abschluss ihres Studiums erwarb Jewson 1908 eine Lehrbefähigung am Cambridge Training College for Women und kehrte dann nach Norwich zurück, um zu unterrichten. Zusammen mit ihrem Bruder führte sie eine groß angelegte Untersuchung über die Armut in der Stadt durch. Sie wurde unter dem Titel The Destitute of Norwich and how they Live: a Report into the Administration of out Relief 1912 veröffentlicht. 1914 leistete sie für die Suffragette und Brandstifterin Miriam Pratt mit 200 Pfund Kaution, bevor diese im nachfolgenden Prozess zu 18 Monaten Haft verurteilt wurde.
Während des Ersten Weltkriegs leitete Jewson ein Zentrum für die Ausbildung arbeitsloser Mädchen bis zum Alter von 17 Jahren, und 1916 trat sie der National Federation of Women Workers als Organisatorin bei. 1919 wurde sie Sekretärin dieser Organisation und versuchte in dieser Funktion, als Anwältin vor Gericht aufzutreten, was der Richter jedoch nicht erlaubte, da sie nicht akkreditiert war (King's Counsel).
1922 hatte sich Jewson zu einer lautstarken Rednerin für die Rechte berufstätiger Frauen entwickelt und war „Cheforganisatorin“ der Frauensektion der National Union of General Workers. Im Laufe des nächsten Jahres verließ sie ihre Funktion in der Gewerkschaft und arbeitete eine Zeit lang als Hausmädchen in einem gehobenen Londoner Hotel, um die dortigen Arbeitsbedingungen kennenzulernen. Sie erklärte danach, dass das Hotel für die Gäste „[…] Telefone in jedem Zimmer, Florteppiche und Marmorsäulen überall [hätte], aber die Zimmer der Bediensteten schmutzig, elend und widerlich [wären]“. Sie teilte sich ein von Mäusen verseuchtes Zimmer im zehnten Stock mit vier anderen Zimmermädchen und aß im fensterlosen Keller kalte, abgestandene Essensreste der Gäste. Die Arbeitszeiten lagen zwischen sechs Uhr morgens und neun Uhr abends, mit einer Pause von fünf bis sieben Uhr abends, und der Lohn betrug 15 Schilling pro Woche.
Bei den Parlamentswahlen im Dezember 1923 wurde sie als eine der beiden Abgeordneten für Norwich gewählt. Damit war sie neben Margaret Bondfield und Susan Lawrence eine der ersten drei Frauen, die als Labour-Abgeordnete gewählt wurden. Als das Parlament am 6. Januar 1924 wieder eröffnet wurde, kam Jewson früh, um sich einen Sitz zu sichern, aber sie und Bondfield lösten eine Kontroverse aus, weil sie keinen Hut trugen.  Einige Tage später gab Christine Murrell ein Abendessen für die Damen, die als Abgeordnete gewählt worden waren, und die Diskussion drehte sich um die Hüte. Während Nancy Astor das Thema nicht wichtig nahm, stellte Jewson klar, dass Frauen „nicht im Parlament waren, um über Kleidung oder Hutmacherei zu diskutieren, sondern um etwas zu tun“. Sie nahm in der Folge weiterhin ohne Hut an den Sitzungen teil.
Ende Januar 1924, während eines Bahnstreiks, weigerte sich Jewson, streikbrechende Züge zu benutzen, um in ihren Wahlkreis in Norwich zurückzufahren. In der Presse war zu lesen, dass sie die 115 Meilen „zu Fuß“ zurücklegen würde. In Wirklichkeit fuhren sie und ein anderer Gewerkschaftsfunktionär per Anhalter auf Ziegelsteinkarren, einem Brauerei-LKW und einem Möbelwagen und nach Beendigung des Streiks benutzten sie auch Busse und Züge.  Im Februar 1924 wurden Jewson und Mabel Philipson die ersten Frauen, die im Parliamentary Kitchen Committee (zu Fragen der Verpflegung der Parlamentarier) saßen.
Am 29. Februar schloss sich Jewson William Adamson an und brachte einen Antrag ein, das Wahlalter für Frauen von 30 auf das Alter für Männer, 21 Jahre, herabzusetzen.  Nach damaligen Schätzungen hätte dieser Vorschlag dazu geführt, dass eine halbe Million mehr Frauen als Männer in das Wählerverzeichnis aufgenommen worden wären, und dass 70 % der Lohnempfängerinnen zu dieser Zeit noch nicht wählen konnten. Jewsons Rede zu diesem Thema war ihre erste im Parlament,  und sie fungierte anschließend neben Katharine Stewart-Murray als Wahlhelferin, was zum ersten Mal Frauen taten. Die Abstimmung fiel mit 288 zu 72 Stimmen aus und ebnete den Weg für den Representation of the People (Equal Franchise) Act 1928.
Jewson wurde in einen Ausschuss berufen, der sich mit den Problemen bei der Adoption von Kindern befassen sollte,  und in einen weiteren, der dafür sorgen sollte, dass Mittellose Zugang zu Rechtsberatung erhielten.  Sie hielt auch Vorträge im Radio, zum Beispiel einen zum Thema Psychology and Domestic Service.
Ihre Wiederwahl-Kampagne im Sommer 1924 stand unter dem Motto „Glaube, Hoffnung und Dorothy“;  Labor verlor jedoch beide Sitze in Norwich.  Sie kehrte nicht mehr ins Parlament zurück, obwohl sie 1929 (für Labour) und 1931 (für die Independent Labour Party) erneut kandidierte.
Da sie als Abgeordnete nicht wiedergewählt wurde, konzentrierte sich Jewson auf andere Aufgaben: Zwischen 1924 und 1928 wurde sie Präsidentin der Worker's Birth Control Group, obwohl sie alleinstehend war.  Dort setzte sie sich dafür ein, dass armen Frauen Informationen über Geburtenkontrolle zur Verfügung gestellt wurden. Ihre Präsidentschaft und ihre unverblümten feministischen Ansichten wurden als mögliche Gründe für ihre ausbleibenden Wahlerfolge genannt. Jewson wurde jedoch auf lokaler Ebene gewählt und war zwischen 1929 und 1936 Stadträtin in Norwich. Dort setzte sie sich für den Bau von mehr Parks und Straßen in der Umgebung von Norwich ein, um die Beschäftigung zu steigern, und sie gilt als eine der treibenden Kräfte bei der Schaffung vieler der heutigen Parks.
Als sich die Labour Party spaltete, schloss sie sich der Independent Labour Party an, und auf dem Parteitag 1929 brachte sie eine Resolution ein, die eine höhere Besteuerung der Reichen forderte, um ein Kindergeld zu finanzieren, und auf dem Parteitag 1930 plädierte sie dafür, die Erbschaftssteuer zur „Abschaffung des vererbten Reichtums“ zu instrumentalisieren.
Während ihrer gesamten Laufbahn galt Jewson als überzeugte Feministin, während sie im Parlament keine Sonderbehandlung für weibliche Abgeordnete akzeptierte.  Sie war bereit, sich an der Basis zu engagieren, was sie bei den Menschen beliebt machte; einmal erklärte sie, dass ihr wegen ihres Einsatz für das Wahlrecht „fast die Kleider vom Leib gerissen wurden“.
Jewsons politische Karriere wurde nach 1936 unterbrochen, als sie Richard Tanner-Smith heiratete, einen Teehändler, der 1939 starb. Im Jahr 1945 heiratete sie Campbell Stephen, Parlamentsabgeordneter für Glasgow Camlachie, der nur zwei Jahre später ebenfalls starb. Jewson zog nach Orpington, kehrte aber 1963 nach Norwich zurück, um in einem Cottage auf dem Gelände des Hauses ihres Bruders zu leben. Dort starb sie 1964.
2018 führte die Theatergruppe The Common Lot aus Norfolk das Stück All Mouth, No Trousers über „rebellische Frauen“ auf, in dem Jewson eine Rolle spielte. 2019, als festgestellt wurde, dass nur 25 der 300 Blue Plaques in Norwich Frauen benannten, schuf dieselbe Gruppe acht inoffizielle „blaue Plaketten“ mit Jewson. Sie wurde auch in ein Projekt aufgenommen, das an die Pionierinnen des Wahlrechts im ganzen Land erinnert.